# 苧木晃
苧木 晃（おぎ あきら、1954年（昭和29年）8月25日 - 2002年（平成14年）5月25日）は、関西テレビ放送のテレビプロデューサー。早稲田大学卒業後、1977年に関西テレビへ入社。東京支社編成部に勤務の後、本社制作部でクイズ番組等のディレクターを担当。1985年より深夜番組『エンドレスナイト』のディレクターとして活躍し、番組にも出演。視聴者から送られたイラストで彼をモチーフにした「ラビットマン」で人気者を博し、番組で映画化もされた。
その後『ばらいろ海綿体』『痛快!エブリデイ』『2時ドキッ!』など、数多くの番組を手がけ、1993年には同局の開局35周年特別番組「アスメディア88スペシャル」ではプロデューサーを担当。2002年5月25日に急逝。